# Българско кино
С понятието българско кино се описва цялата съвкупност от филми, кинофестивали, режисьори, сценаристи и артисти в България. За начало на кинематографията в България се счита заснемането и излъчването на филма на Васил Гендов „Българан е галант“ (1915). От 1915 до 1948 година (когато се национализира кинопроизводството) са създадени 55 филма. По време на отечественофронтовската власт се предпочитат филми с историческа и идеологическа насоченост, като се осъществява строг контрол от държавата и някои филми са спирани или сваляни от екраните. Най-голямото студио по това време е киностудио „Бояна“.
През 1997 г. започва историята на Международния София филм фест, който през 2010 година бе акредитиран  от Международната федерация на асоциациите на филмовите продуценти (МФАФП) като фестивал с конкурс за първи и втори игрални филми. София филм фест е включен в класацията на нюйоркското седмично списание „Върайъти“ на 50-те най-добри фестивала, които не бива да се пропускат .

## Историческо развитие

### Първа кинопрожекция (1896 - 1897)
Счита се, че първата кинопрожекция на територията на България се състои февруари 1897 г. в заведението на Марин Чолаков в град Русе. Прожекцията включва „движещ се трен“. Пръв изказва това предложение киноведа Александър Александров в своята статия „Началото на киното“, публикувана октомври 1960 във вестник „Народна култура“. Той се позовава на русенския местен вестник „Законност“ от 27 февруари 1897. Първата прожекция се случва в бирарията на богатия търговец Марин Чолаков на улица „Княжевска“ и написаното за нея е следното:
| „ | В града ни от десетина дни е пристигнал един цинематограф – апарат, който изображава на платно тъй наречената “Жива фотография”. Апаратът дава възможност да се виждат изображаемите от него картини и сцени във всичката им живост и движения. Пристигналият цинематограф показва, например, един движущ се трен, посрещането на цар Николая в Париж, един от парижките площади и т н.- всичко това толкова живо и естествено, щото се получава пълна, невероятна илюзия! | “ |

Впоследсвие този факт се повтаря и в останалите изследвания по темата, като публикацията на Любен Георгиев „По въпроса за първите кинопрожекции у нас“ , излязла в списание „Киноизкуство“ през април 1963. През второто десителетие на 20-и век д-р Петър Кърджилов изказва предположението, че за първи път кинопрожекции са показани месец декември 1896 в София. Кърджилов се позовава на софийския печат от декември 1896. Пресата в столицата отрязява с голям интерес гостуването на професор Мелинсон, в други издания изписван като Мелингсон или Мелензон. Мистериозният чужденец е описан като „професор по физика”, „всемирно-известния професор”, „хипнотизьор”, „знаменития хипнотизатор”. Съобщение във вестник „Мир“ от 11 декември 1896 изказва следното:
| „ | Тази вечер известния професор Мелинсон ще даде в кафенето на хотел България голямо представление в 4 действия. Програмата е: хипнотизиране; непостижими сеанзи по спиритизма; вокален концерт от госпожици Мелинсонови, а в заключение на предсталението - кинематограф или жива фотография. Началото е точно в 9 часа вечерта. Вход 2 лева. | “ |

Същият г-н Мелинсон през октомври вече е изпълнявал своите спиритични и хипнотизаторски номера в „Славянска беседа“, театър „Зора“ и кафене „България“. На 8 декември вестик „Народна правда“ публикува следния текст:
| „ | Г-н Мелинсон, известен на столичната публика по своите сеанси върху хипнотизма, в салона на хотел „Македония“ показва на любопитните едно ново изобретение на Едисона. Известно е, че фигурите на магическия фенер стоят неподвижни. Едисон е направил да се движат и меняват фигурите… Има още: играющи деца, паришкия семеен живот, един англичанин пуши тютюн, дим върви из лулата, налива бира в чашата си, най после един живописец бързо рисува английската царица, покланя се пред вас и излиза. Сичко се състои в това: магическия фенер е същия; вместо газ или свещ, свети електричество; вместо неподвижна фигура на стъкло, тук минават пред увеличителното стъкло стотини картини с такъва бързина, щото човек мисли че нещо магическо става пред него… Любопитните могат да видат това изобретение на Едисона секи ден от 4 до 10 часа вечер, и да се почудят малко на човешкия ум, за когото види се, няма нищо невъзможно. | “ |

По предположения на Кърджилов чужденецът твърде вероятно е започнал два-три дена преди това. Точната дата на първата прожекция е трудно да се установи. Заедно с първата прожекция изследователят се натъква на данни за пъврите заснети кадри на българска територия. В споменатата прожекция се показват изображения на пристанището във Варна, направени лятото на 1896. Смята се, че англичанина Чарлс Райдър Нобел, който пристига да отрази Илинденско-Преображенското въстание, но няколко дни по-късно, инсцинира няколко сцени на бунт около Рилския манастир. По думите на д-р Кърджилов хрониката от Варна вероятно е първата на Балканите.

### Зараждане (1903 - 1911)
През следващите десетилетия пътуващи кина обикалят страната. Първият българин купил пътуващо кино е Владимир Петков през 1903 г. „Модерен театър“ е първия специално построен театър за излъчване на кинофилми. Неговото отваряне през 1908 г. в София дава начало на развитието на кинематографията в България. Националната кинематография се заражда 1910 г. с производството на хроникално-документални и научнопопулярни филми. Най-старият запазен български филм е „Откриване на Великото народно събрание във Велико Търново“ през 1911 г.

### Първи филм (1910 – 1915)
Комедията Българан е галант е първият български игрален филм. Прожектиран е за първи път на 13 януари 1915 г. и е черно-бял и „ням“. Сценарист, режисьор и изпълнител на главната роля е Васил Гендов. Смята се, че филмът е загубен и са останали едва 1 – 2 кадъра от него.